# Леђа Ивана Грозног
„Леђа Ивана Грозног” је југословенски ТВ филм из 1965. године. Режирао га је Радивоје Лола Ђукић а сценарио су написали Радивоје Лола Ђукић и Новак Новак.

## Улоге
| Глумац                  | Улога       |
| ----------------------- | ----------- |
| Миодраг Петровић Чкаља  | Иван Грозни |
| Вера Ђукић              |             |
| Љубиша Бачић            |             |
| Љубомир Дидић           |             |
| Радивоје Лола Ђукић     | Водитељ     |
| Драгутин Добричанин     |             |
| Олга Ивановић           |             |
| Ђокица Милаковић        |             |
| Марија Милутиновић      |             |
| Жарко Митровић          |             |
| Михајло Бата Паскаљевић |             |
| Жељка Рајнер            |             |
| Миливоје Томић          |             |
| Јовиша Војиновић        |             |